# Przełom Leśnickiego Potoku

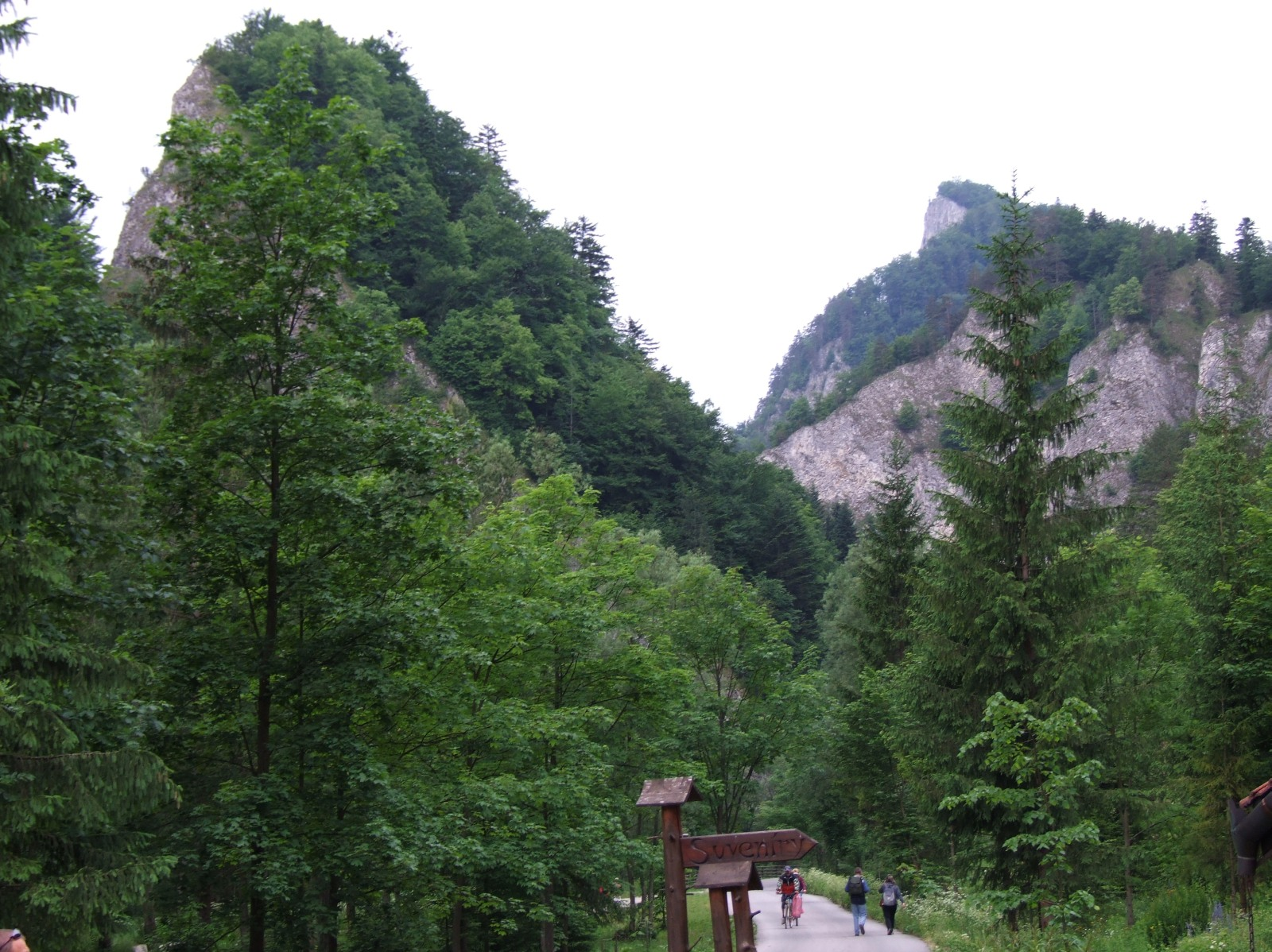
Widok z Leśnicy. Po lewej stronie Sama Jedna, po prawej Wylizana, nad nią u góry Sokolica

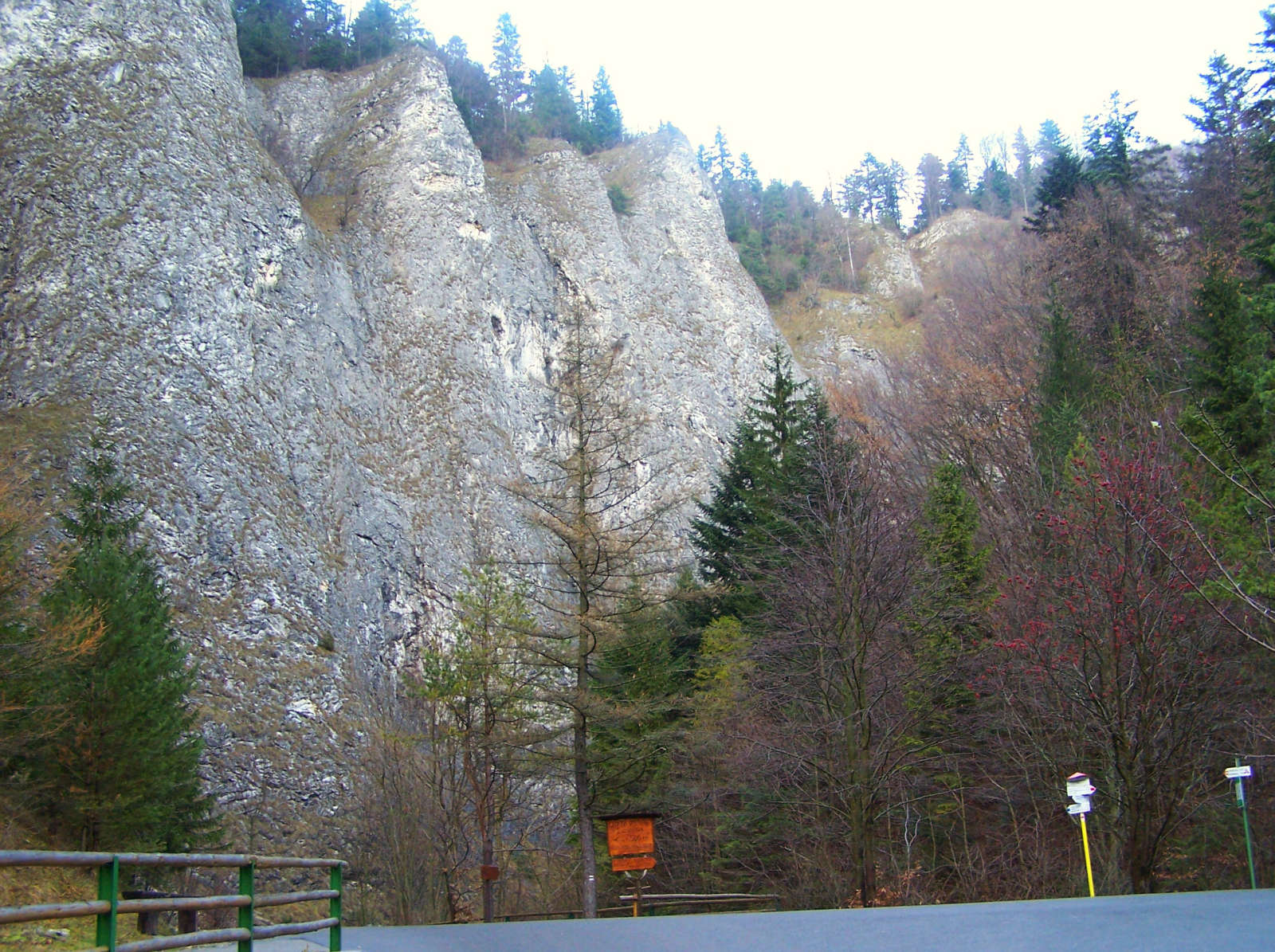
Pionowe ściany Wylizanej

Przełom Leśnickiego Potoku – głęboki wąwóz w końcowym odcinku doliny Leśnickiego Potoku w słowackich Pieninach. Ma on długość ok. 500 m, jest ciasny i ma bardzo strome i wysokie ściany wyżłobione w wapiennych i dolomitowych skałach przez Leśnicki Potok (jest to tzw. przełom rzeki). Od południowej strony zbocza wąwozu tworzy skała zwana Samą Jedną, od północnej Wylizana i zbocza Bystrzyka.
Dnem wąwozu spływa potok oraz biegnie wąska, asfaltowa droga od Drogi Pienińskiej przy Dunajcu do słowackiej miejscowości Leśnica. Do 1976 była to jedyna droga do tej miejscowości (nie istniała droga do Wielkiego Lipnika). Droga dostępna jest tylko dla samochodów przewożących tratwy spływające Dunajcem oraz dla rowerów. Dla pieszych wydzielona jest ścieżka odizolowana od drogi barierkami. Jest ona popularną trasą spacerową ze Szczawnicy do Leśnicy. Znajduje się tutaj, nieco powyżej wylotu wąwozu restauracja i hotel „Chata Pieniny”, miejsce biwakowe, parking (dojazd do niego tylko przez Wielki Lipnik), bufet, plac zabaw dla dzieci.
Od 1987 Przełom Leśnickiego Potoku jest ścisłym rezerwatem przyrody. Na jego skałach znajduje się jedno z zaledwie 8 stanowisk jałowca sawińskiego w Pieninach, a także cisa, reliktowe okazy sosny zwyczajnej i innych drzew. Porasta je też bogata roślinność wapieniolubna, m.in. goździk postrzępiony wczesny, skalnica gronkowa.

## Szlaki turystyki pieszej
– niebieski od Drogi Pienińskiej, wzdłuż potoku przez Leśnicę i przełęcz Limierz (słow. Targov) do Czerwonego Klasztoru.